# Kaokochloa
Kaokochloa De Winter é um género botânico pertencente à família Poaceae.